# 577

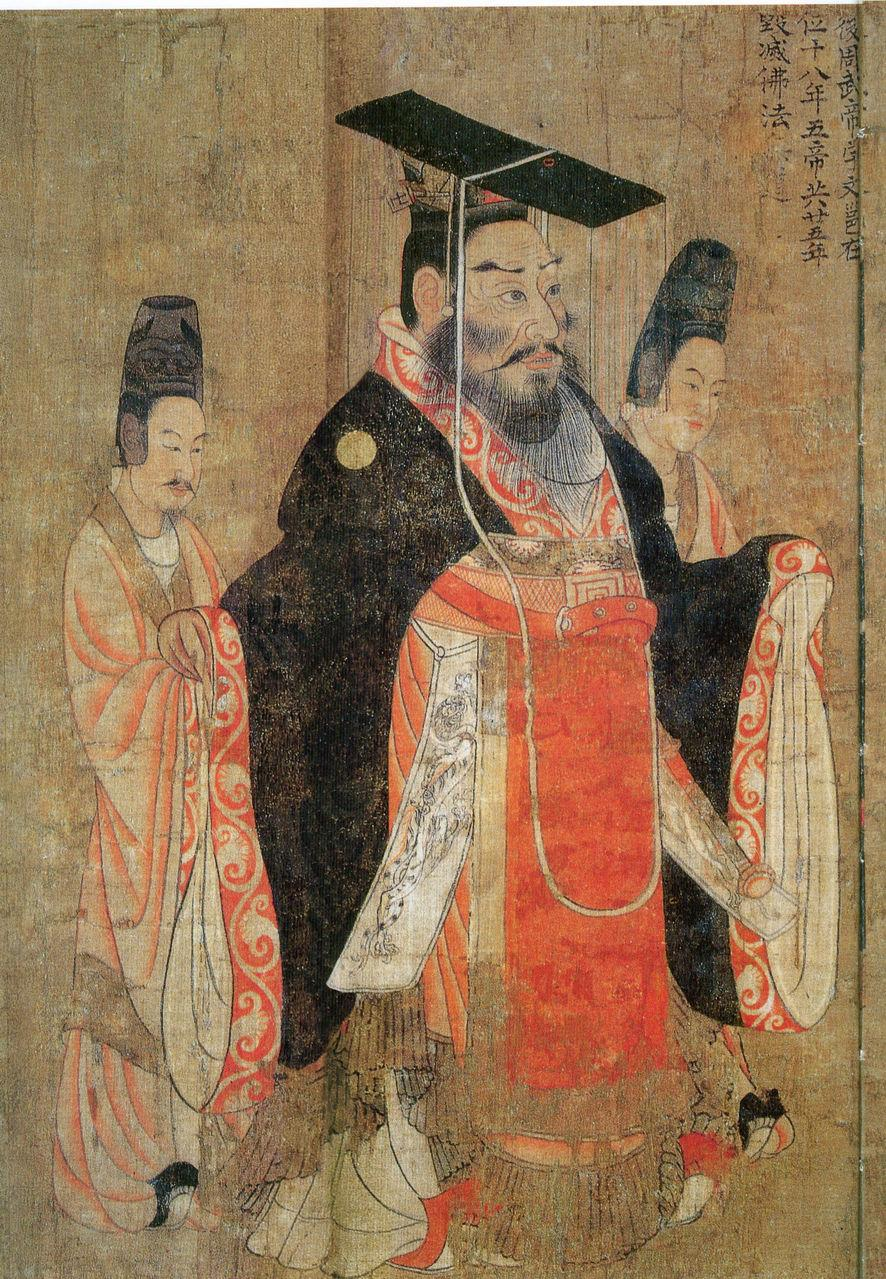
Keizer Wu Di van de Noordelijke Zhou-dynastie

Het jaar 577 is het 77e jaar in de 6e eeuw volgens de christelijke jaartelling.

## Gebeurtenissen

### Europa
- Slag bij Deorham: De Angelsaksen onder leiding van koning Ceawlin van Wessex verslaan in Zuidwest-Engeland de Britten. Hij breidt de Angelsaksische heerschappij verder uit tot aan het Kanaal van Bristol. De West-Saksen veroveren de steden Gloucester, Cirencester en Bath. (Volgens de Angelsaksische Kroniek)
- De Longobarden onder bevel van Zotto, hertog van Beneventum, voeren een plunderveldtocht langs de kust van Campanië (Zuid-Italië) en verwoesten de benedictijner abdij van Monte Cassino.

### Azië
- De Noordelijke Qi-dynastie houdt op te bestaan; keizer Wu Di van de Noordelijke Zhou-dynastie verovert het noorden van China en verenigt de inheemse bevolking onder één centraal bestuur. De rivier de Jangtsekiang vormt de rijksgrens tussen de Zuidelijke en Noordelijke Dynastieën.
- In het Chinese Keizerrijk worden 'lichtbrengende staafjes' van hout en zwavel uitgevonden, de voorloper van de lucifer.
- Byzantijnse troepen vallen Perzisch Armenië binnen, maar worden verslagen door koning Khusro I.

## Religie
- Eutychius keert na een 12-jarige ballingschap terug en wordt als patriarch van Constantinopel in ere hersteld.

## Geboren
- Agatho, paus van de Katholieke Kerk (waarschijnlijke datum)
- Oethman ibn Affan, kalief van het Islamitisch Kalifaat (overleden 656)

## Overleden
- Aminah bint Wahab, moeder van de profeet Mohammed
- Brandaan van Clonfert, Iers abt en heilige (waarschijnlijke datum)